# Katastrofa tramwajowa w Warszawie (1987)
Katastrofa tramwajowa w Warszawie – katastrofa, do jakiej doszło w dniu 3 września 1987 roku na skrzyżowaniu ulic Wolskiej i Młynarskiej w Warszawie.

## Katastrofa
Około godziny trzynastej dwuwagonowy skład tramwajów 105N (numery taborowe 1032 i 1073) linii „27”, ruszający z przystanku PDT Wola w kierunku cmentarza Wolskiego, uderzył w prawy bok pierwszego w składzie wagonu linii „26” (numery taborowe 1049 i 1045), jadącego w kierunku Pragi. Skład „26” chwilę wcześniej niespodziewanie skręcił w lewo na nieodłożonej zwrotnicy, ustawionej do skrętu w lewo w ul. Młynarską, gdzie wcześniej skręt techniczny wykonał tramwaj linii „1”. Winnym spowodowania katastrofy uznano motorniczego tramwaju „26”, który od niedawna prowadził tramwaje i na skutek braku doświadczenia nie zwrócił uwagi na położenie zwrotnicy. W wyniku wypadku śmierć poniosło siedem osób, a 73 odniosło obrażenia. 4 września ogłoszono w Warszawie dniem żałoby. Były nieczynne teatry, kina i lokale. Mieszkańcy miasta zgłaszali się do punktów krwiodawstwa, aby oddać krew.
2,5 godziny po katastrofie na stacji kolejowej Warszawa Włochy doszło do zderzenia dwóch pociągów, w wyniku której śmierć poniosło 8 osób. Dzień 3 września 1987 roku jest określany jako „Czarny czwartek” warszawskiej komunikacji miejskiej.

## Galeria

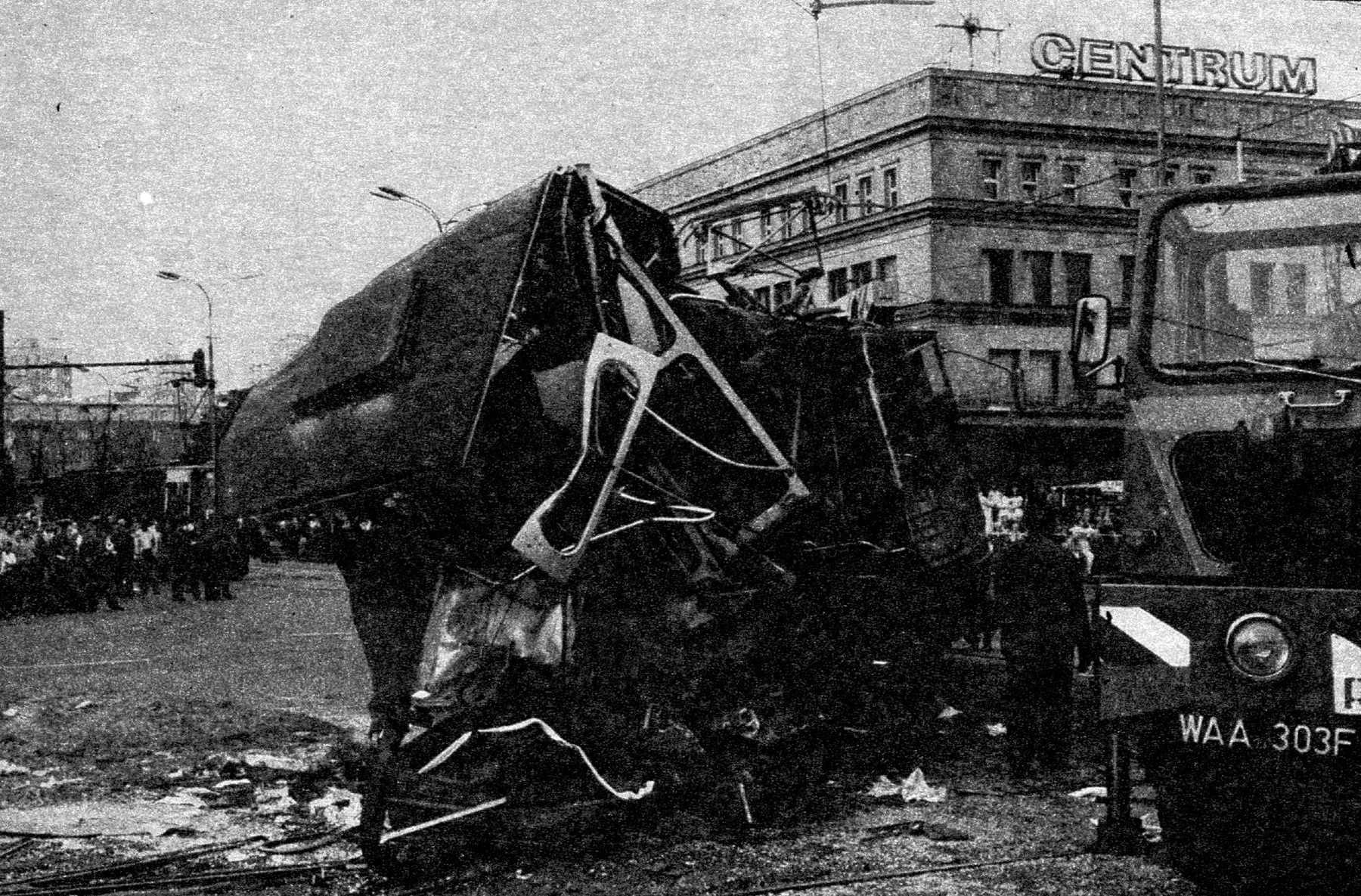
Wagon 1049
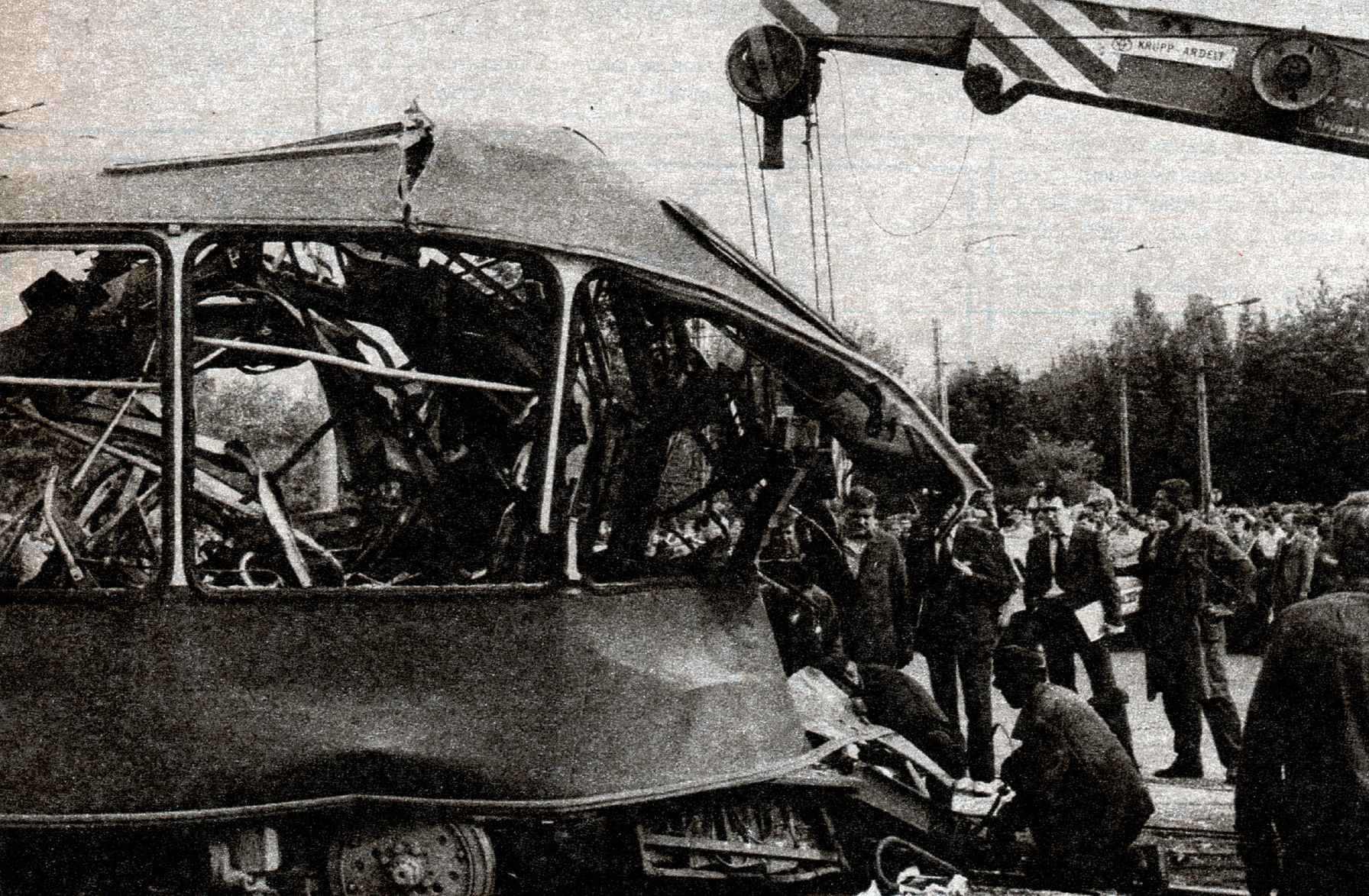
Tył wagonu 1049
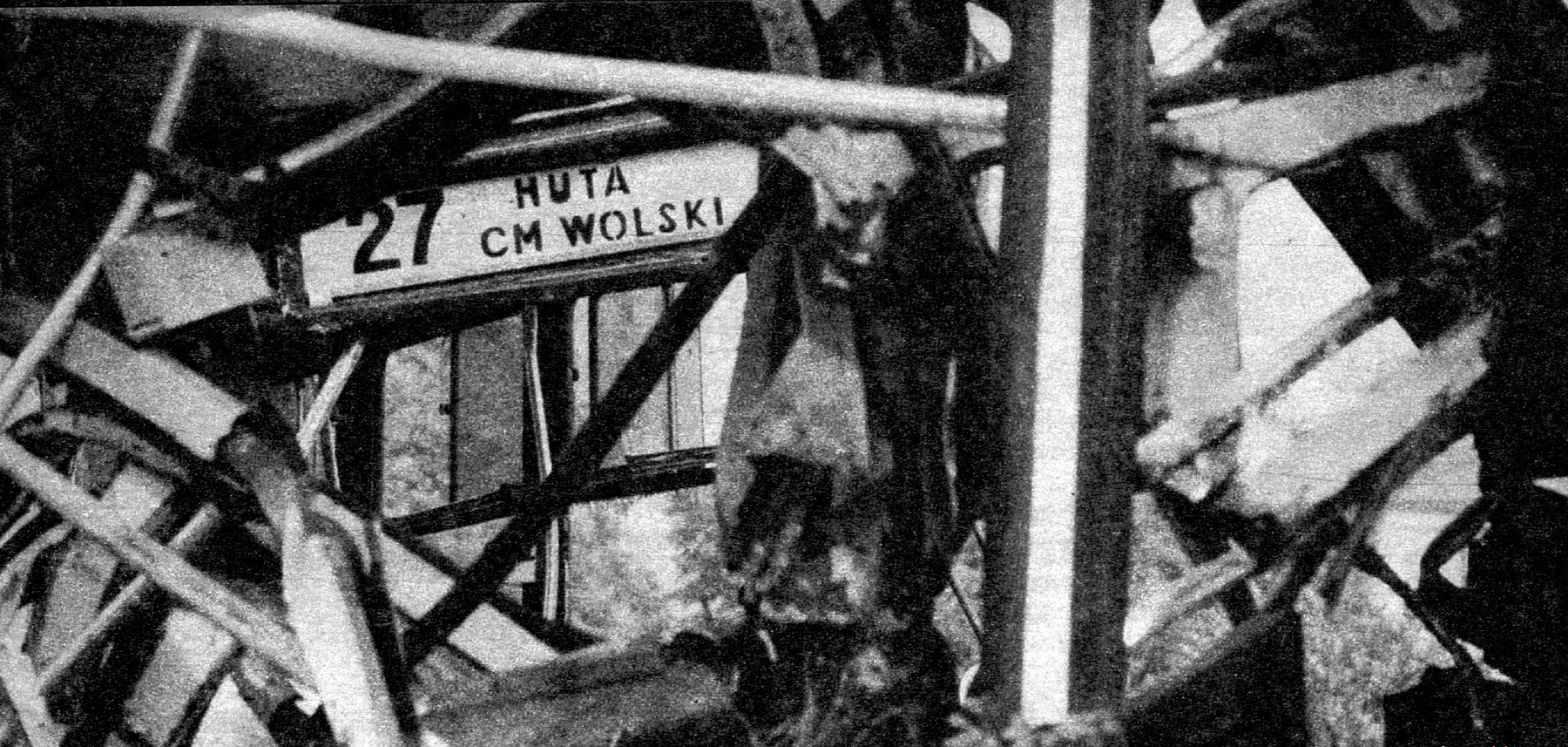
Przód wagonu 1032 (w oddali, z tablicą linii 27)